# Polnabest
Albums de Michel Polnareff
À l'Olympia
(2016) Enfin !
(2018)
Polnabest est une compilation de Michel Polnareff, sortie en 2016. 
Il comporte l'inédit L'Homme en rouge, qui est réenregistré pour l'album Enfin !
Une version dix titres, paru en disque 33 tours, est paru le 15 juin 2022 chez Barclay, qui remplace la version studio de Goodbye Marylou par la version live enregistré au Roxy à Los Angeles en septembre 1995.
Polnabest est également inclus dans la version deluxe de l'album À l'Olympia.

## Liste des titres
| 1.  | La Poupée qui fait non    | 3:12 |
| 2.  | Love Me, Please Love Me   | 4:20 |
| 3.  | L'Amour avec toi          | 3:07 |
| 4.  | Âme câline                | 3:01 |
| 5.  | Le Roi des fourmis        | 2:49 |
| 6.  | Le Bal des Laze           | 4:56 |
| 7.  | Y'a qu'un ch'veu          | 2:53 |
| 8.  | Tout, tout pour ma chérie | 3:02 |
| 9.  | Dans la maison vide       | 2:42 |
| 10. | Je suis un homme          | 4:53 |
| 11. | Ça n'arrive qu'aux autres | 1:45 |
| 12. | Qui a tué grand-maman?    | 2:37 |
| 13. | Holidays                  | 3:15 |
| 14. | On ira tous au paradis    | 4:33 |
| 15. | I Love You Because        | 4:17 |
| 16. | Lettre à France           | 4:50 |
| 17. | Une simple mélodie        | 3:36 |
| 18. | Goodbye Marylou           | 6:21 |
| 19. | Kâma-Sûtra                | 4:40 |
| 20. | L'Homme en rouge          | 5:14 |

## Classements hebdomadaires
| Classement (2016-17)         | Meilleure place |
| ---------------------------- | --------------- |
| France (SNEP)                | 108             |
| Belgique (Wallonie Ultratop) | 34              |